# Mont Blanc
Mont Blanc je alpski masiv planinskog sustava Alpa najviši u Francuskoj i Italiji i drugi po veličini u Europi, na 4810 metara nadmorske visine. Na sjeverozapadnim obroncima su mnogobrojni ledenjaci, a najveći među njima ledenjak Mer de Glace, spušta se prema dolini Chamonix.

## Najviši vrh Europe?
Dugo je godina navođen i kao najviši vrh Europe. Tumačenjima određenja Europe kao kontinenta od Atlantskog oceana do Urala i Kavkaza, koja su u posljednje vrijeme opet postala aktualna, Elbrus mu je oduzeo taj naslov.
Prvi čovjek koji je osvojio Mont Blanc uz pomoć štaka jest zenički Hrvat Anto Šakić 1984. godine.